# Androulla Kaminara

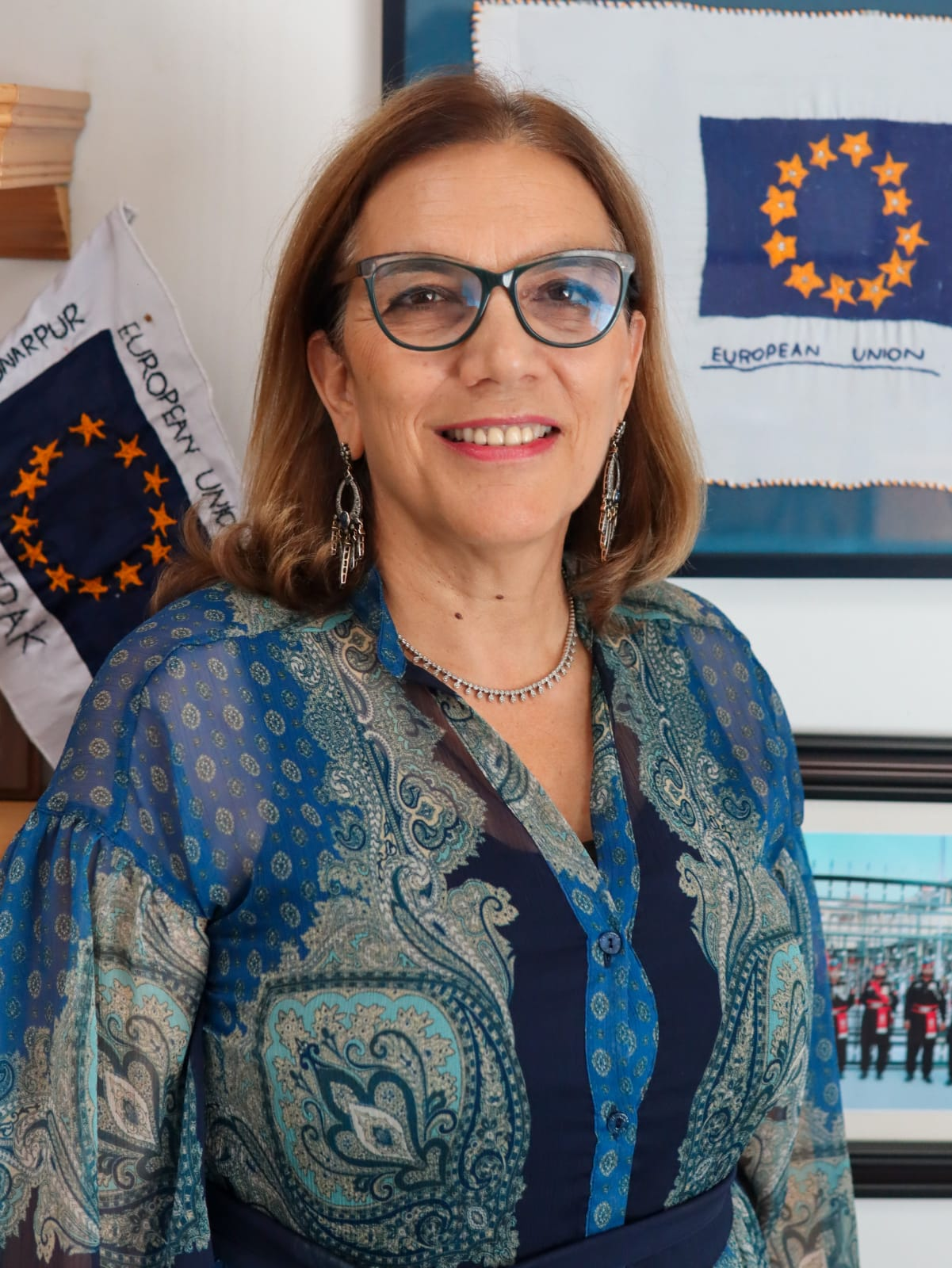
Botschafterin der Europäischen Union in Pakistan Androulla Kaminara 2021

Androulla Kaminara (griechisch Ανδρούλα Καμινάρα, * 29. April 1957 in Larnaka) ist eine zyprische Diplomatin, die als erste Frau das Amt einer Botschafterin der Europäischen Union in Pakistan ausübte.

## Leben und Karriere
Kaminaras Familie zog nach England, als sie selbst 12 Jahre alt war. Sie wuchs dort auf und ging dort zur Schule. Nach ihrem Schulabschluss erwarb sie einen Bachelor of Science in Geologie und Physik am King’s College (University of London) und anschließend einen Master in Management Science am Imperial College (University of London). Außerdem machte sie einen weiteren Master in internationaler Politik an der Université Libre de Bruxelles in Brüssel. Neben der zyprischen Staatsangehörigkeit besitzt sie sowohl die britische als auch die griechische.
Seit 1991 arbeitet sie für die Europäische Kommission und wurde 2008 als Leiterin der Vertretung der Kommission in ihr Heimatland Zypern geschickt. Vor ihrer Arbeit für die Kommission war sie als Sonderberaterin von zwei Kabinettsministern in Griechenland und als Geschäftsführerin einer privaten Beratungsfirma in Griechenland tätig.
Androulla Kaminara war seit Juli 2016 Zuständige für Afrika, Asien, Lateinamerika, Karibik und Pazifik in der Generaldirektion Europäischer Katastrophenschutz und humanitäre Hilfe (ECHO) der Europäischen Kommission. Anschließend ging sie im September 2019 als Botschafterin der Europäischen Union nach Pakistan. Wie sie selbst bei einer Veranstaltung betonte, gehörte ihre Ernennung zu einer Initiative der EU-Präsidentin Ursula von der Leyen, die verstärkt Frauen als Repräsentantinnen der EU einsetzte. In Pakistan hatte sie folgende Schwerpunkte in ihrer Arbeit: die Unterstützung eines verstärkten Exports pakistanischer Produkte in europäische Länder, die interreligiöser Harmonie, die Entwicklungszusammenarbeit sowie die Entwicklung einer Lösungsstrategie für afghanische Flüchtlinge. Sie beendete ihre Amtszeit dort im April 2022.
Androulla Kaminara forderte, dass Frauen vermehrt als Botschafterinnen in den diplomatischen Dienst berufen werden, ein Desiderat, dem Länder des Globalen Südens stärker nachgekommen seien als Länder des Globalen Nordens, wie sie selbst hervorhob. Weiter betonte sie in einem Vortrag, dass beim Abkommen der „sustainable global aims“ (Ziele für nachhaltige Entwicklung) unterzeichnet wurde, dass die Gleichberechtigung der Geschlechter bis 2030 hergestellt werden solle, dies sei jedoch ihrer Meinung nach noch ein langer Weg.

## Auszeichnungen
2021 wurde Androulla Kaminara der Global Ambassador Award von der pakistanischen Regierung verliehen, eine Auszeichnung, die die Verdienste herausragender in Pakistan tätiger Diplomaten für ihren Beitrag zur Förderung der pakistanischen Handels- und Wirtschaftsbeziehungen auf globaler Ebene würdigt. Im selben Jahr erhielt sie auch den Internationalen Friedenspreis vom pakistanischen Staatspräsidenten Arif Alvi in Anerkennung ihrer Verdienste um die interreligiöse Harmonie.